# Horodok (Khmelnytskyi)
Horodok (em ucraniano:   Городок) é uma cidade da Ucrânia, situada no Oblast de  Khmelnytski. Tem 21,32 km² de área e sua população em 2020 foi estimada em 15.919 habitantes.